# White Plains (Georgia)
White Plains ist eine City in Greene County im US-Bundesstaat Georgia in den Vereinigten Staaten. Nach einer offiziellen Schätzung 2006 hatte die Ortschaft eine Bevölkerung von 305 Einwohnern. Die Gemeindefläche beträgt 11,9 km².

## Geographie
White Plains befindet sich abseits größerer Verkehrswege etwas östlich des Lake Oconee. Die nächsten größeren Ortschaften sind Greensboro (ca. 15 km nordwestlich) und Milledgeville (ca. 30 km südlich).

## Bevölkerung
Die Einwohner von White Plains sind zu 55,8 % weißer, zu 44,2 % afro-amerikanischer Abstammung. Das Pro-Kopf-Einkommen liegt bei $12.328, 24,6 % der Bevölkerung lebt unterhalb der Armutsgrenze.

## Sehenswürdigkeiten
Der Ort hat drei Kirchen: die White Plains Baptist Church, die White Plains Methodist Church und die Second Baptist Church.